# Trams van Shanghai

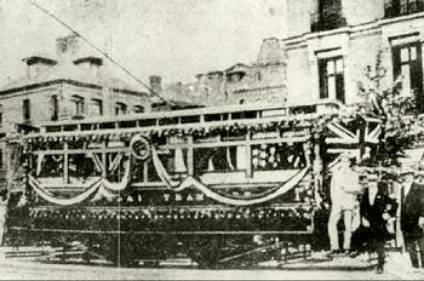
De eerste tram van Shanghai

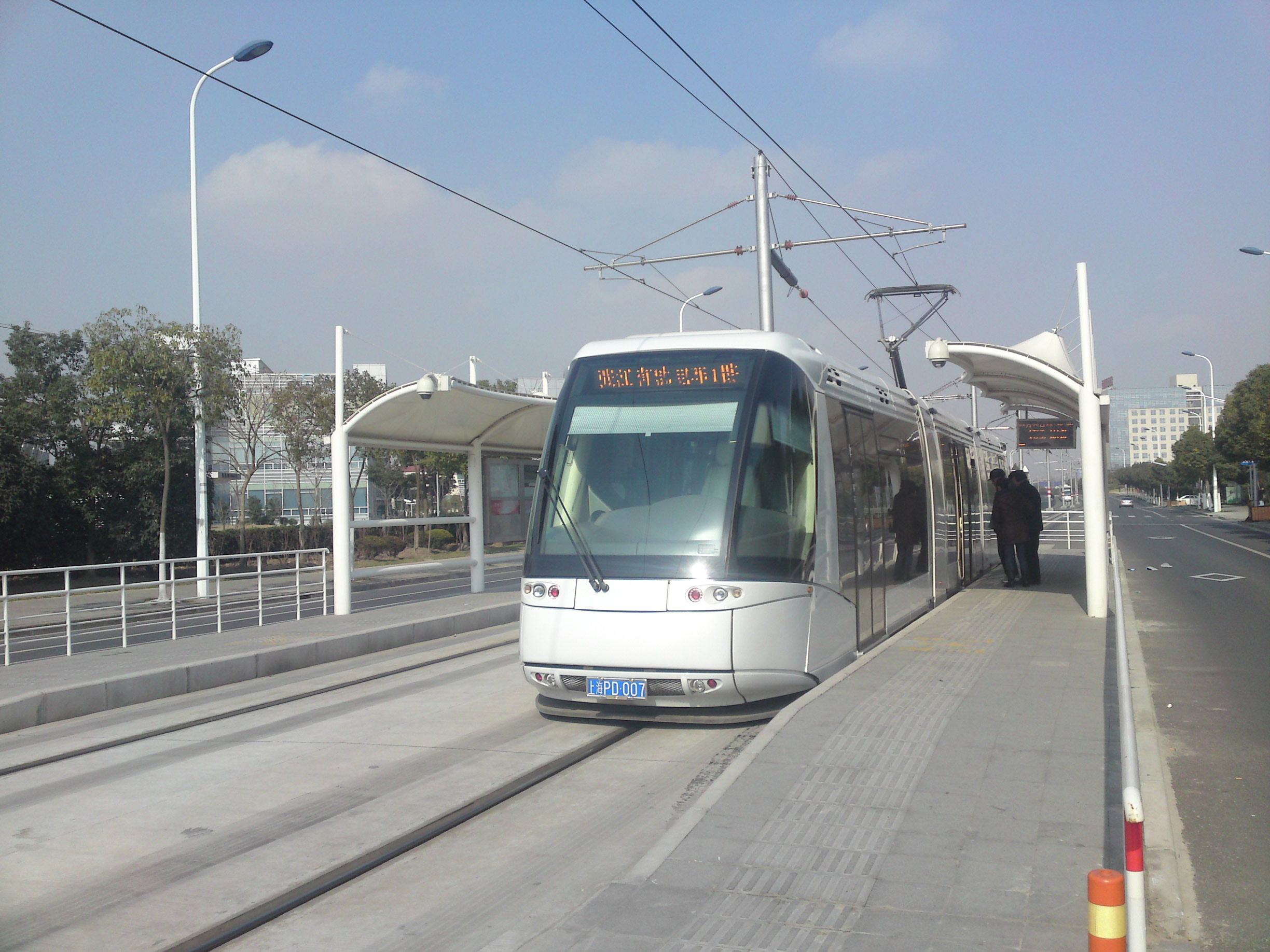
Zhangjiang Tram

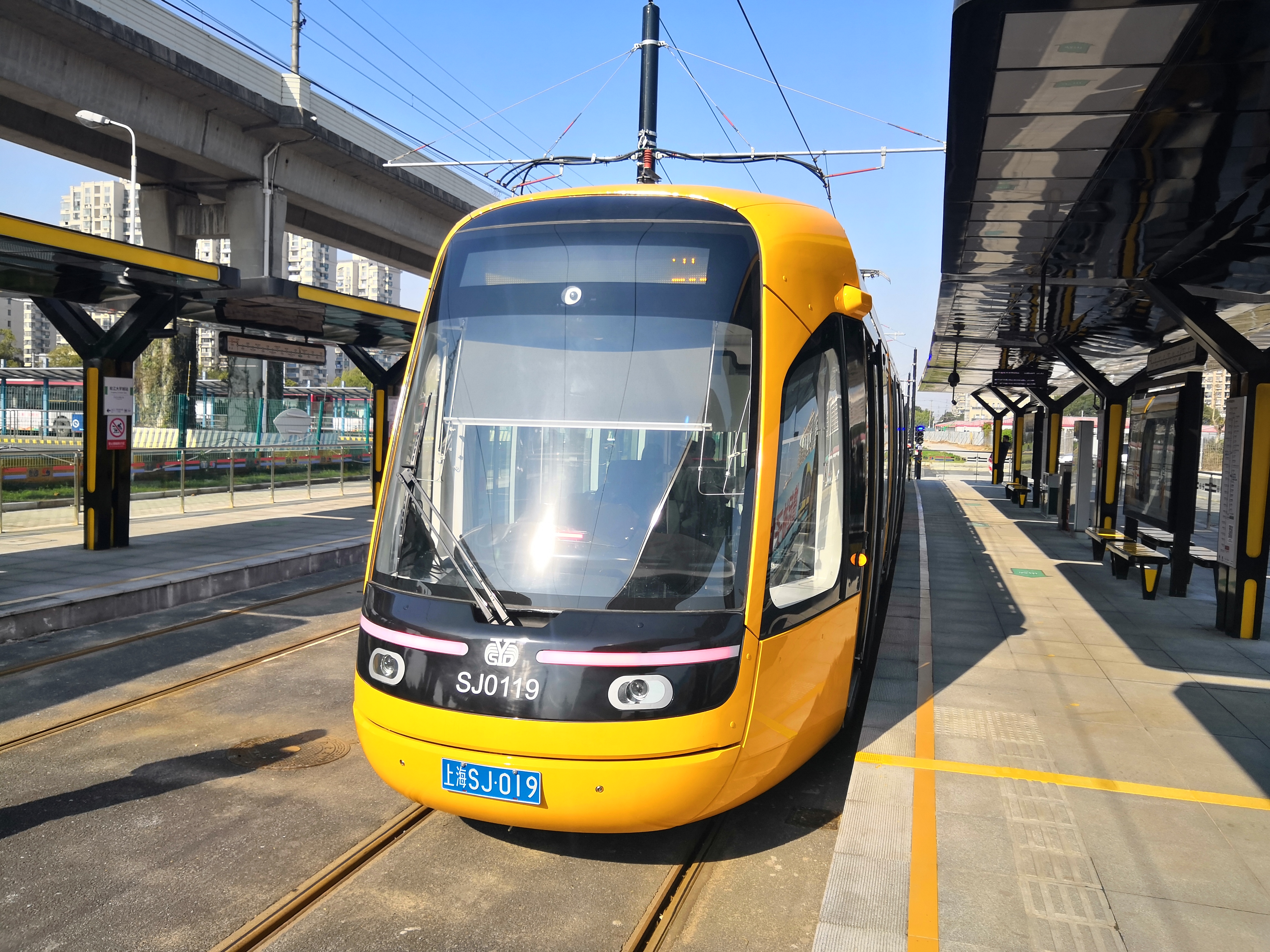
Songjiang Tram

De tram van Shanghai bestaat sinds 2018 uit twee losse netwerken met in totaal drie lijnen. De tram is op dit moment slechts een klein onderdeel van het openbaar vervoernetwerk in Shanghai, dat verder bestaat uit de metro, bussen en trolleybussen, een Maglev en het begin van een regionaal treinnetwerk.

## Geschiedenis
De trams van Shanghai kennen een lange geschiedenis. In 1908 werd de eerste tramlijn van Shanghai geopend. In 1925 was het tramnetwerk op zijn grootst, en bestond het uit 14 routes met 328 tramvoertuigen. Eind jaren zestig raakte het tramnetwerk in verval, en in 1975 werd de laatste tramlijn gesloten.

### 21e eeuw
Na de eeuwwisseling werd begonnen met het verkennen van de mogelijkheden voor het instellen van nieuwe tramlijnen. In 2010 werd de tram als vorm van openbaar vervoer opnieuw in Shanghai geïntroduceerd met de Zhangjiang Tram. Dit betrof een enkele tramlijn in Zhangjiang Hi-Tech Park in het stadsdeel Pudong. Eind 2018 werden er met de Songjiang Tram in het stadsdeel Songjiang twee nieuwe lijnen aan het tramnetwerk van Shanghai toegevoegd. Er rijden gele trams van het type Citadis X-05.